# Mužijevo

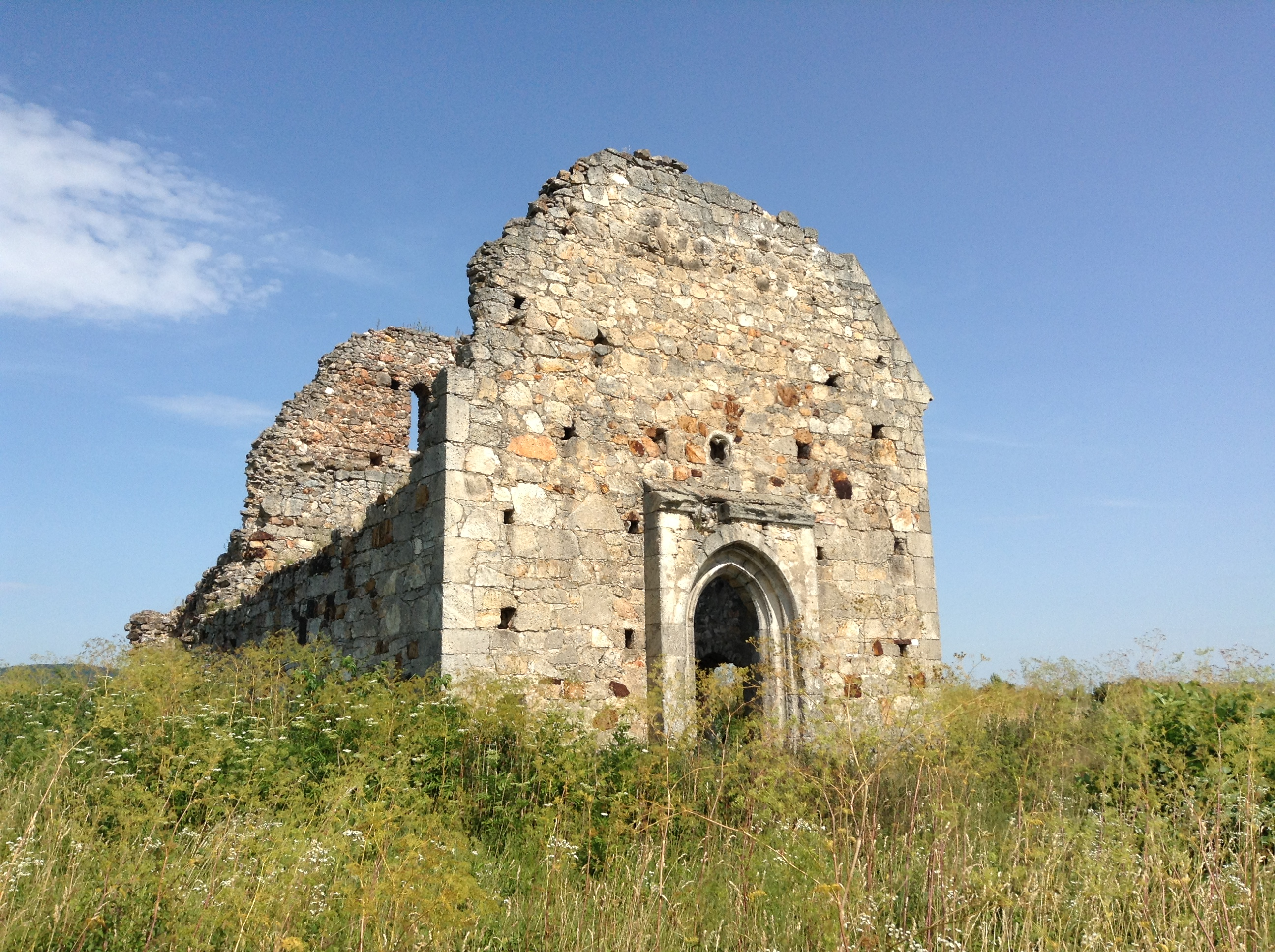
Zřícenina kostela sv. Jana Křtitele

Mužijevo, česky také Mužjovo, ukrajinsky Мужієво, do roku 1992 Мужай, maďarsky Nagymuzsaly nebo jen Muzsaly), je obec na Ukrajině v Zakarpatské oblasti v okrese Berehovo, v městské komunitě Berehovo. V roce 2001 zde žilo 2 086 obyvatel, z toho 82.31% obyvatel bylo maďarské národnosti.

## Místní části
- Mala Bakta, ukrajinsky Мала Бакта
- Malé Mužievo, ukrajinsky Мале Мужієво
- Patroch, ukrajinsky Патрох

## Historie
První písemná zmínka pochází z roku 1114, kde ves byla uvedena pod názvem Muse. Do uzavření Trianonské smlouvy byla obec součástí Uherska, poté součástí první československé republiky, byl zde poštovní úřad. V letech 1938 až 1944 byla obec (v důsledku první vídeňské arbitráže) součástí Maďarského království. Od roku 1945 byla obec součástí Ukrajinské sovětské socialistické republiky, která byla součástí SSSR. Od roku 1991 je obec součástí nezávislé Ukrajiny.

### Centrum těžby zlata
Keltové, Římané, Germáni, Turci, Maďaři a Ukrajinci těžili v Mužijevu zlato. Hledači zlata sledovali žíly v měkkém kaolinu. Systém starých tunelů je velmi přehledný a logicky ucelený. Na některých místech zbyly hromady vytěženého materiálu, připraveného ke zpracování.
V roce 1999 byla težba zlata obnovena. Hloubka ložiska rudy je 180 metrů. Z 1 tuny rudy se v průměru získalo 6 g zlata. Důl patřil k nejperspektivnějším na Ukrajině, ale s provozem dolu souvisela neustále se zvyšující úmrtnost místních obyvatel na onkologická, kardiovaskulární a gastrointestinální onemocnění. Rozbory pitné vody ukázaly, že obsah olova překračuje normu 23krát, kadmia 8,2krát, přebytek manganu, železa, zinku a dalších těžkých kovů. Analýzy půdy ukázaly podobné výsledky. V dubnu 2010 byl na společnost prohlášen konkurz.

## Pamětihodnosti
- Zřícenina kostela sv. Jana Křtitele, z 15. století, ukrajinská národní kulturní památka[4]